# Alexandru Zub
Alexandru Zub (Vârfu Câmpului, 12 ottobre 1934) è uno storico rumeno, membro corrispondente dell'Accademia rumena dal 10 settembre 1991, e membro dal 2004. Da quando organizzò nel 1957 un evento studentesco, considerato illegale dalle autorità in 500 anni dall'inaugurazione di Ștefan cel Mare, fu condannato a dieci anni di carcere (dei quali ne ha scontati sei come prigioniero politico)..

## Biografia
Dopo aver completato la Scuola normale (pedagogica) a Şendriceni - Dorohoi, ha frequentato i corsi della facoltà di storia di Iaşi. Dal 1963 ha lavorato nella ricerca, inizialmente nel team di storia media, poi nella storia moderna presso l'Istituto di storia e archeologia "A.D. Xenopol" di Iaşi. Nel 1973 divenne dottore in scienze storiche. Dal 1989 è direttore dell'Istituto di storia "A.D. Xenopol" di Iaşi. Ha appoggiato alcune personalità della storiografia rumena: Mihail Kogălniceanu. Dal 2006 è a capo del dipartimento storico dell'Accademia rumena, succedendo a Dan Berindei.

## Opere pubblicate
Ha collegato il suo nome alla redazione di alcune opere di riferimento dei grandi storici rumeni: V. Pârvan, Corespondență și acte (1973); M. Kogălniceanu, Opere II (Scrieri istorice) (1976); V. Pârvan, Scrieri (1981); A. D. Xenopol, Istoria românilor din Dacia Traiană ș.a
Le sue concezioni della storia e della storia del passato sono state esposte nei volumi: 
- A scrie și a face istorie (1981)
- Biruit-au gândul (1983)
- De la istoria critică la criticism (1985)
- Cunoaștere de sine și integrare (1986)
- Istorie și istorici în România interbelică (1989)
- Istorie și finalitate (1991)
- În orizontul istoriei (1994)

Sono aggiunti a loro: 
- Junimea, implicații istoriografice (1974)
- Eminescu. Glose istorico - culturale (1994)
- La sfârșit de ciclu. Despre impactul Revoluției franceze (1994)
- Imperiul reîntregirii (1995)
- Chemarea istoriei (1997) ș.a.

Ha fatto una serie di sintesi per gli stranieri: 
- Mihail Kogălniceanu un fondateur de la Roumanie moderne (1978)
- Hundert Jahre Unabhängigkeit Rumäniens (1978)
- À la recherche de la synthese. A. D. Xenopol (1983)
- Les dilemmes d'un historien: V. Pârvan (1985)

Sotto il suo coordinamento, diversi volumi tematici, tra cui: 
- A Culture and Society: Structures, Interferences, Analogies in Modern Roumanian History (1985)
- La Revolution Française et les Roumains. Impact, images, interpretations (1989)
- Temps et changement dans l'espace roumain. Fragments d'une histoire des conduites temporelles (1991)
- Victor Slăvescu (1993)
- Ion Nistor (1993)
- Ilie Minea (1996)
- I. D. Ștefănescu (1997) ș.a.

## Opere storiche pubblicate
Alexandru Zub è l'autore di un gran numero di opere storiche, tra cui::
- "Mihail Kogălniceanu. 1817-1891. Biobibliografie" (Ed. Enciclopedică Română/ Ed. Militară, București, 1971);
- "A.D. Xenopol, 1847-1920. Biobibliografie" (Ed. Enciclopedică Română/ Ed. Militară, București, 1973);
- "Vasile Pârvan. Efigia cărturarului" (Ed. Junimea, Iași, 1974; ed. II, 2003);
- "Mihail Kogălniceanu istoric" (Ed. Junimea, Iași, 1974);
- "Vasile Pârvan, 1882-1927. Biobibliografie" (Ed. Științifică și Enciclopedică/Ed. Militară, București, 1975)
- "Junimea. Implicații istoriografice" (Ed. Junimea, Iași, 1976);
- "M. Kogălniceanu, un fondateur de la Roumanie moderne" (Ed. Științifică și Enciclopedică, București, 1978);
- "Hundert Jahre Unabhängigkeit Rumäniens, 1877-1977, mit Beiträgen von Alexandru Zub und Gerhard Ernst" (Osteuropainstitut, Regensburg, 1978);
- "A scrie și a face istorie. Istoriografia română postpașoptistă" (Ed. Junimea, Iași, 1981);
- "Biruit-au gândul. Note despre istorismul românesc" (Ed. Junimea, Iași, 1983);
- "Pe urmele lui Vasile Pârvan" (Ed. Sport-Turism, București, 1983);
- "L’Historiographie roumaine à l’âge de la synthèse: A. D. Xenopol" (Ed. Științifică și Enciclopedică, București, 1983);
- "Mihail Kogălniceanu" (Ed. Științifică și Enciclopedică, București, 1984; ed. II, Institutul European, 2004);
- "De la istoria critică la criticism. Istoriografia română la finele secolului XIX și începutul secolului XX" (Ed. Academiei, București, 1985; ed. II, cu subtitlul "Istoriografia română sub semnul modernității", Ed. Enciclopedică, București, 2000);
- "Les dilemmes d’un historien: Vasile Pârvan" (Ed. Științifică și Enciclopedică, București, 1985);
- "Cunoaștere de sine și integrare" (Ed. Junimea, Iași, 1986; ed. II, cu subtitlul "Identitate, durată, devenire istorică", Ed. Universității „Al.I. Cuza“, Iași, 2004);
- "Istorie și istorici în România interbelică" (Ed. Junimea, Iași, 1989; ed. II, 2003);
- "Istorie și finalitate" (Ed. Academiei, București, 1991; ed. II, cu subtitlul: "În căutarea identității", Ed. Polirom, Iași, 2004);
- "La sfârșit de ciclu. Despre impactul Revoluției franceze" (Ed. Institutul European, Iași, 1994);
- "Eminescu. Glose istorico-culturale" (Ed. Enciclopedică “Gheorghe Asachi”, Chișinău, 1994);
- "În orizontul istoriei" (Ed. Institutul European, Iași, 1994);
- "Impasul reîntregirii" (Ed. Timpul, Iași, 1995; ed. revăzută și întregită, 2004);
- "Chemarea istoriei. Un an de răspântie în România postcomunistă" (Ed. Junimea, Iași, 1997);
- "Discurs istoric și tranziție" (Ed. Institutul European, Iași, 1998);
- "Reflections on the Impact of the French Revolution. 1789, de Tocqueville, and the Romanian Culture" (Ed. The Center for Romanian Studies, Iași/Oxford/Portland, 2000);
- "Orizont închis. Istoriografia română sub dictatură" (Ed. Institutul European, Iași, 2000);
- "Oglinzi retrovizoare. Istorie, memorie și morală în România" (Ed. Polirom, Iași, 2002) - împreună cu Sorin Antohi;
- "Vasile Pârvan: dilemele unui istoric" (Ed. Institutul European, Iași, 2002);
- "Istoriografia română la vârsta sintezei: A. D. Xenopol" (Ed. Institutul European, Iași, 2004);
- "Mihail Kogălniceanu, arhitect al României moderne" (Ed. Institutul European, Iași, 2005);
- "Clio sub semnul interogației. Idei, sugestii, figuri" (Ed. Polirom, Iași, 2005);
- "Romanogermanica. Secvențe istorico-culturale" (Ed. Universității „Al. I. Cuza“, Iași, 2005).